# Najaden (1897)
Najaden, ursprungligen HM Övningsfartyg Najaden , är ett segel- och museifartyg, som sedan 2014 ligger vid Isegran fort i Fredrikstad i Norge. Det låg till 1946-2014 utanför Halmstads slott i Nissan i Halmstad. Den 5 juli 2014 lämnade Najaden Halmstad för att bogseras till Norge. Najaden är 48,8 meter lång, 8,4 meter bred och 3,7 meter djupgående Därmed är Najaden en av världens minsta fullriggare. Fullt utrustat väger fartyget 350 ton och har 740 m² segelyta (exklusive ledsegel).
Najaden var den sista fullriggaren med träskrov som den svenska flottan lät bygga. Den representerar därmed en obruten 500-årig hantverkstradition, med rötter tillbaka till de regalskepp, som Gustav Vasa lät beställa av Stockholms skeppsgård från 1520-talet för att bygga upp en svensk örlogsflotta. Hon är även den enda av dessa fullriggare med träskrov, som fortfarande är sjöduglig.

## Historik

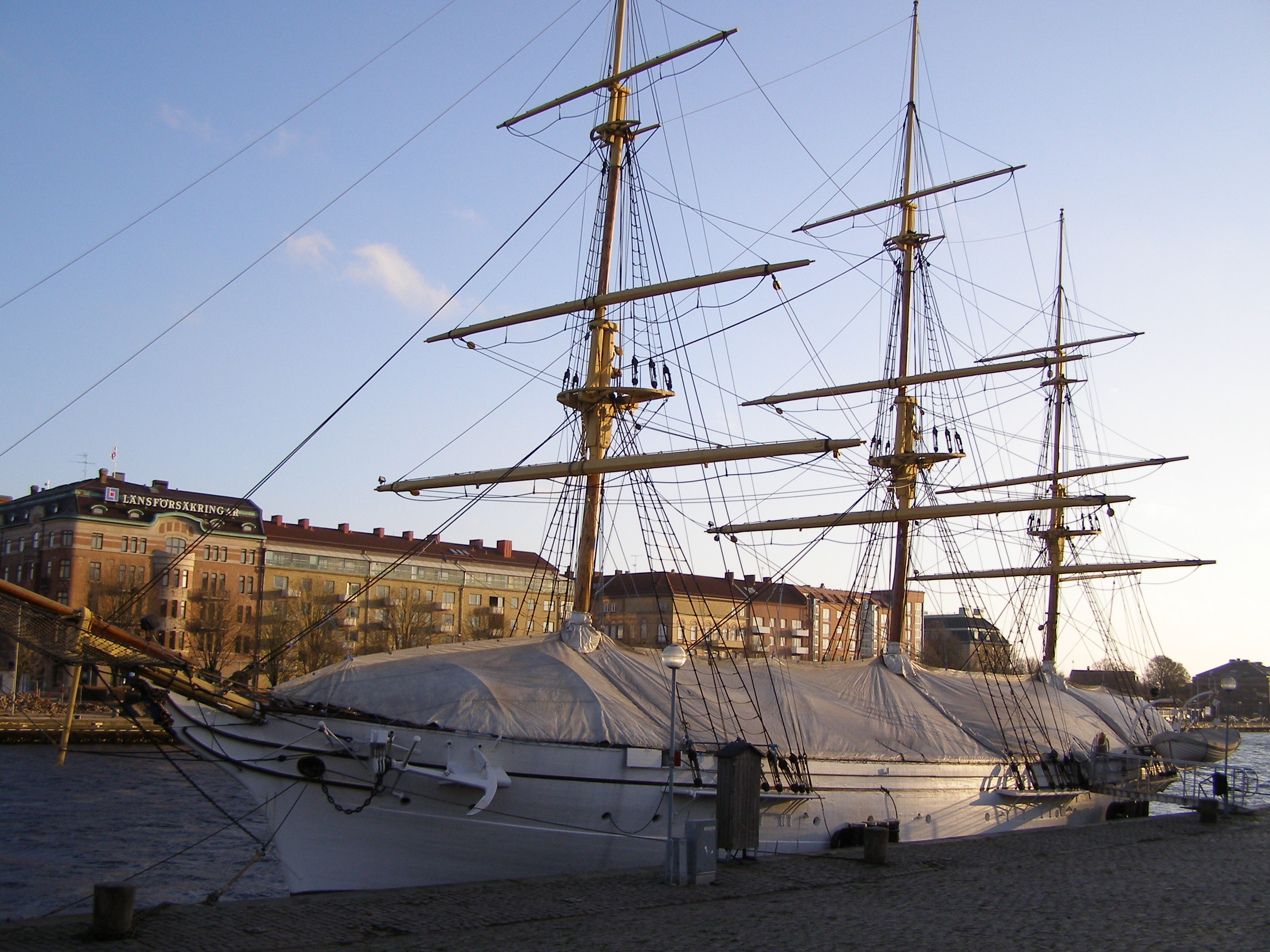
Najaden på sin tidigare plats framför Halmstads slott, 2006. I bakgrunden Strandgatan i Östra förstaden

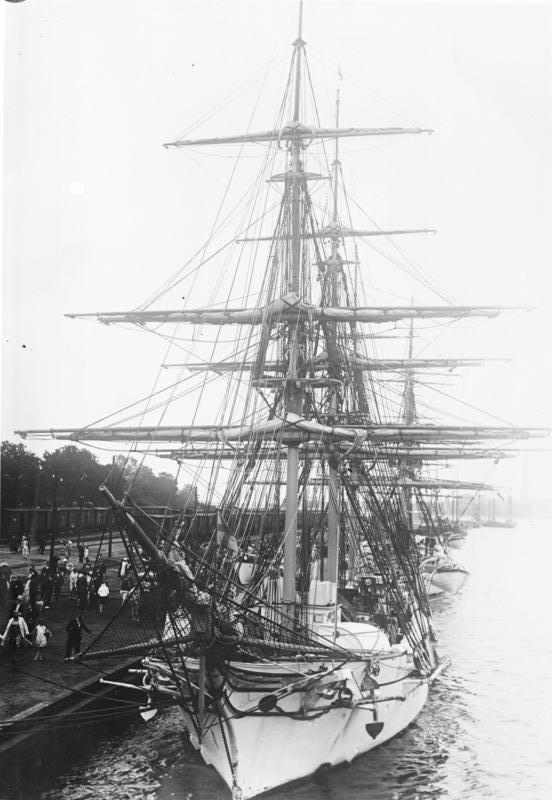
Najaden på besök i Swinemünde (numera Świnoujście), 1930.

Najaden byggdes i Karlskrona och sjösattes 11 februari 1897 som övningsfartyg åt flottan. Hon användes för seglingsutbildning av skeppsgossar tre månader varje sommar fram till 1938. Besättningen var 20 befäl och 100 skeppsgossar mellan 15 och 17 år. Seglatserna gick från hemorten Karlskrona längs väst- och ostkusten och de danska öarna, men också längre resor till England, Skottland, Holland, Tyskland och Baltikum.
Tillsammans med Cutty Sark är Najaden en av de enda kvarvarande fullriggarna med kompositskrov (järn- eller stålspant under träbordläggningen). Systerfartyget Jarramas i Karlskrona har plåtskrov och byggdes tre år senare (1900)
Under andra världskriget användes först Najaden som logementsfartyg åt beredskapsanställda för att sedan bogseras till Torekovs hamn som hamnspärr. Fartyget blev mycket illa åtgånget, men den 20 juli 1946 kom hon till Halmstad efter upprustning i Karlskrona och var en gåva från grosshandlare Bernhard Aronsson. Najaden låg först vid Österbros östra landfäste, men flyttades i samband med byggandet 1956 av Slottsbron till sin senare plats vid slottet och låg där fram till 2014, med mindre avbrott för renoveringar. 
I början av 1988 bildades Föreningen Najadens Vänner med uppgift att bevara fartyget och ha det öppet för allmänheten. Föreningen Najadens Vänner lade till och med 2002 ner cirka 50 000 timmar för att återställa inredningen.

### Försäljning
Najaden övergick i norsk ägo den 4 juli 2014. Framför Najaden i centrala Halmstad hölls en kort ceremoni som leddes av kommunfullmäktiges ordförande. Samtidigt protesterade cirka 200 Halmstadbor mot att fartyget sålts. Dagen därpå lämnade fartyget Halmstad för Fredrikstad.

### Tidslinje
- 1896 Kölsträckt i Karlskrona
- 1897 Sjösatt i Karlskrona
- 1940 Hamnspärr i Torekov, klar för skrotning
- 1946 Skänkt till Halmstad stad
- 1956 Flyttad till kajplats vid slottet
- 1971−1972 Nya master
- 1976−1977 Omriggning, master målas om
- 1984−1985 Omläggning däck
- 1989 Reparation i Råå
- 1990 Återkomst till Halmstad
- 2014 Såld till Fredrikstad, Norge[5]